# Lee Grant

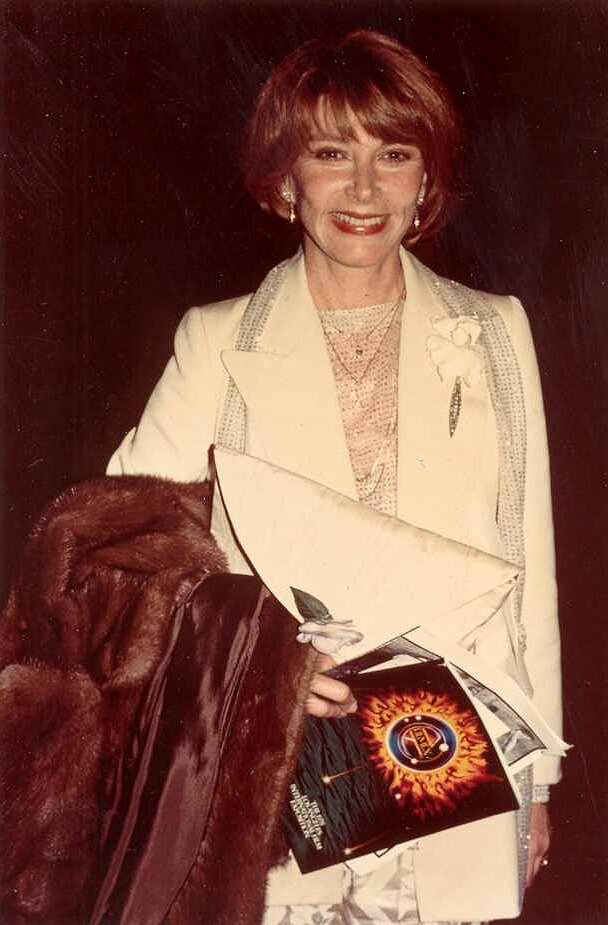
Lee Grant, 1978

Lee Grant (născută Lyova Haskell Rosenthal; n.  ?, New York City, New York, SUA) este o actriță americană de film.

## Filmografie

### Actriță
| An        | Film                                                     | Rol                         | Note |
| --------- | -------------------------------------------------------- | --------------------------- | --- |
| 1951      | Detective Story                                          | Shoplifter                  | Cannes Film Festival Award for Best Actress Nominalizare–Academy Award for Best Supporting Actress Nominalizare–Golden Globe Award for Best Supporting Actress – Motion Picture |
| 1953–1954 | Search for Tomorrow                                      | Rose Peabody #1             | |
| 1955      | Storm Fear                                               | Edna Rogers                 | |
| 1959      | Middle of the Night                                      | Marilyn                     | |
| 1963      | The Balcony                                              | Carmen                      | |
| 1963      | An Affair of the Skin                                    | Katherine McCleod           | |
| 1964      | Pie in the Sky                                           | Suzy                        | Filmat în 1962, distribuit în 1964. Redenumit ca "Terror in the City". |
| 1964      | The Fugitive                                             | Millie Hallop               | Episodul: "Taps for a Dead War" |
| 1965–1966 | Peyton Place                                             | Stella Chernak              | 71 de episoade (8/19/1965–3/28/1966) Primetime Emmy Award for Outstanding Supporting Actress in a Drama Series                                                                  |
| 1967      | Divorce American Style                                   | Dede Murphy                 | |
| 1967      | În arșița nopții                                         | Mrs. Leslie Colbert         | Nominalizare–Golden Globe Award for Best Supporting Actress – Motion Picture |
| 1967      | Valley of the Dolls                                      | Miriam                      | |
| 1967      | The Big Valley                                           | Rosie Williams              | |
| 1968      | Buona Sera, Mrs. Campbell                                | Fritzie Braddock            | |
| 1968      | Judd, for the Defense                                    | Kay Gould                   | Nominalizare–Primetime Emmy Award for Outstanding Lead Actress in a Limited Series or Movie                                                                                     |
| 1969      | The Big Bounce                                           | Joanne                      | |
| 1969      | Marooned                                                 | Celia Pruett                | |
| 1970      | The Landlord                                             | Joyce Enders                | Nominalizare–Academy Award for Best Supporting Actress Nominalizare–Golden Globe Award for Best Supporting Actress – Motion Picture                                             |
| 1970      | There Was a Crooked Man...                               | Mrs. Bullard                | |
| 1971      | Columbo                                                  | Leslie Williams             | Episodul: "Ransom for a Dead Man" Nominalizare–Primetime Emmy Award for Outstanding Lead Actress in a Limited Series or Movie                                                   |
| 1971      | The Neon Ceiling                                         | Carrie Miller               | Primetime Emmy Award for Outstanding Lead Actress in a Limited Series or Movie                                                                                                  |
| 1971      | The Last Generation                                      |                             | imagini de arhivă |
| 1971      | Plaza Suite                                              | Norma Hubley                | |
| 1972      | Portnoy's Complaint                                      | Sophie Portnoy              | |
| 1973      | The Shape of Things                                      | Performer (and co-director) | Nominalizare–Primetime Emmy Award for Outstanding Supporting Actress in Comedy-Variety, Variety or Music                                                                        |
| 1974      | The Internecine Project                                  | Jean Robertson              | |
| 1975      | Shampoo                                                  | Felicia Karpf               | Academy Award for Best Supporting Actress Nominalizare–Golden Globe Award for Best Supporting Actress – Motion Picture                                                          |
| 1975      | Fay                                                      | Fay Stewart                 | Nominalizare–Primetime Emmy Award for Outstanding Lead Actress in a Comedy Series                                                                                               |
| 1976      | Voyage of the Damned                                     | Lillian Rosen               | Nominalizare–Academy Award for Best Supporting Actress Nominalizare–Golden Globe Award for Best Supporting Actress – Motion Picture                                             |
| 1977      | Airport '77                                              | Karen Wallace               | |
| 1977      | The Spell                                                | Marilyn Matchett            | |
| 1978      | Damien: Omen II                                          | Ann Thorn                   | |
| 1978      | The Swarm                                                | Anne MacGregor              | |
| 1978      | The Mafu Cage                                            | Ellen                       | |
| 1979      | Backstairs at the White House                            | Grace Coolidge              | miniserie TV |
| 1979      | When You Comin' Back, Red Ryder?                         | Clarisse Ethridge           | |
| 1980      | Little Miss Marker                                       | The Judge                   | |
| 1981      | Charlie Chan and the Curse of the Dragon Queen           | Mrs. Lupowitz               | |
| 1981      | The Million Dollar Face                                  | Evalyna                     | film TV |
| 1981      | For Ladies Only                                          | Anne Holt                   | film TV |
| 1982      | Thou Shalt Not Kill                                      | Maxine Lochman              | film TV |
| 1982      | Visiting Hours                                           | Deborah Ballin              | |
| 1982      | Bare Essence                                             | Ava Marshall                | film TV |
| 1984      | Billions for Boris                                       | Sascha Harris               | |
| 1984      | Constance                                                | Mrs. Barr                   | |
| 1984      | Teachers                                                 | Dr. Donna Burke             | |
| 1985      | Sanford Meisner: The American Theatre's Best Kept Secret | rolul ei                    | Documentar |
| 1987      | The Big Town                                             | Ferguson Edwards            | |
| 1990      | She Said No                                              | D.A. Doris Cantore          | film TV |
| 1991      | Defending Your Life                                      | Lena Foster                 | |
| 1992      | Something to Live for: The Alison Gertz Story            | Carol Gertz                 | film TV |
| 1992      | Earth and the American Dream                             | Narator                     | |
| 1992      | Citizen Cohn                                             | Dora Marcus Cohn            | Nominalizare–Primetime Emmy Award for Outstanding Supporting Actress in a Miniseries or a Special                                                                               |
| 1996      | It's My Party                                            | Amalia Stark                | |
| 1996      | The Substance of Fire                                    | Cora Cahn                   | |
| 1996      | Under Heat                                               | Jane                        | |
| 2000      | Dr. T & the Women                                        | Dr. Harper                  | |
| 2000      | The Amati Girls                                          | Aunt Spendora               | |
| 2001      | Calea misterelor                                         | Louise Bonner               | |
| 2005      | The Needs of Kim Stanley                                 | rolul ei                    | |
| 2005      | Going Shopping                                           | Winnie                      | |

### Regizoare
| An        | Producție                                              | Note                                                                           |
| --------- | ------------------------------------------------------ | ------------------------------------------------------------------------------ |
| 1973      | The Shape of Things                                    | special TV                                                                     |
| 1975      | For the Use of the Hall                                | film TV                                                                        |
| 1976      | The Stronger                                           | scurtmetraj                                                                    |
| 1980      | Tell Me a Riddle                                       | film de lungmetraj                                                             |
| 1981      | The Willmar 8                                          | documentar                                                                     |
| 1983      | When Women Kill                                        | documentar (și narator)                                                        |
| 1984      | A Matter of Sex                                        | film TV                                                                        |
| 1985      | What Sex Am I?                                         | documentar (și narator)                                                        |
| 1985      | ABC Afterschool Special                                | Episodul: "Cindy Eller: A Modern Fairy Tale"                                   |
| 1986      | Nobody's Child                                         | film TV DGA Award for Outstanding Directorial Achievement in Dramatic Specials |
| 1986      | Down and Out in America                                | documentar (și narator) Academy Award for Best Documentary Feature             |
| 1989      | Battered                                               | documentar (și narator)                                                        |
| 1989      | Staying Together                                       |                                                                                |
| 1989      | No Place Like Home                                     | film TV                                                                        |
| 1992      | Women on Trial                                         | documentar (și narator)                                                        |
| 1994      | Seasons of the Heart                                   | film TV                                                                        |
| 1994      | Following Her Heart                                    | film TV                                                                        |
| 1994      | Reunion                                                | film TV                                                                        |
| 1997      | Say It, Fight It, Cure It                              | film TV                                                                        |
| 1999      | Confronting the Crisis: Childcare in America           | film TV                                                                        |
| 2000      | American Masters                                       | Episodul: "Sidney Poitier: One Bright Light"                                   |
| 2000      | The Loretta Claiborne Story                            | film TV                                                                        |
| 2001      | The Gun Deadlock                                       | film TV                                                                        |
| 2004      | Biography                                              | Episodul: "Melanie Griffith"                                                   |
| 2000–2004 | Intimate Portrait                                      | 43 episoade                                                                    |
| 2005      | ... A Father... A Son... Once Upon a Time in Hollywood | film TV                                                                        |

## Legături externe
- Lee Grant la Internet Movie Database